# Yann Emmanuel Affi
Yann Emmanuel Affi (sinh 11 tháng 11 năm 1995) là một cầu thủ bóng đá Bờ Biển Ngà. Tính đến năm 2017, anh thi đấu cho Torpedo-BelAZ Zhodino.